# 袁安 (雍正進士)
袁安（？—？），浙江平湖人，清朝政治人物。同進士出身。

## 生平
雍正八年庚戌科進士。雍正十一年，接替張彬。擔任江蘇荆溪縣知縣。后由萬紹炳接任。